# Хунта Галисии
Хунта Галисии является органом исполнительной власти автономного сообщества Галисия.

## История
Хунта Галисии была создана в 1981 году после утверждения статуса автономии сообщества. Название органа власти берёт свои истоки от Хунты Королевства Галисия, созданной в 1528 году и правящей с некоторым перерывами до 1833 года. Например, во время войны в Испании за независимость в 1808 году был создан Верховный совет Галисии (30 мая в провинции Ла-Корунья), чтобы вести борьбу с французами и поддерживать общественный порядок. Также он взял на себя военные, законодательные и международные функции до создания центрального управления.
Сейчас термин «хунта» больше используется для определения самопровозглашенных режимов. Современная Хунта Галисии была в проекте статуса автономии Галисии 1936 года, одобренного плебисцитом, однако он не был утверждён в связи с Гражданской войной в Испании. В изгнании существовало временное галисийское правительство под председательством Альфонса Кастелао, которое называлось Совет Галисии.
После смерти Франко и утверждения закона о политической реформе были созданы до автономные органы. Королевские декреты № 7 и № 474 (1978 года), учреждают Хунту Галисии в качестве автономного правительства региона. В 1981 году был утвержден статут автономии и был впервые избран на всенародных выборах ее президент. В 1983 г. был принят автономный закон № 1 регулирующий деятельность совета и его президента.

## Президенты
Президент является представителем органа, координирует и направляет его работу. Также является представителем автономного сообщества. Он избирается парламентом Галисии из числа его членов и назначается, после избрания, королем Испании.
Степень ответственности, личный статус и полномочия президента закреплены в законе Галисии. Вице-президенты правительства и советники министерств назначаются президентом. Он также предоставляет отчет парламенту о проведенной политике.
| ФИО                             | Годы правления         | Партия                          |
| ------------------------------- | ---------------------- | ------------------------------- |
| Антонио Росон Перес             | 1977-1979              | Союз демократического центра    |
| Хосе Кирога Суарес              | 1979-1981              | Союз демократического центра    |
| Херардо Фернандес Альбор        | 1981-1987              | Народный альянс                 |
| Фернандо Игнасио Гонсалес Лаксе | 1987-1990              | Социалистическая партия Галисии |
| Мануэль Фрага Ирибарне          | 1990-2005              | Народная партия Галисии         |
| Эмилио Перес Туриньо            | 2005-2009              | Социалистическая партия Галисии |
| Альберто Нуньес Фейхоо          | 2009 — настоящее время | Народная партия Галисии         |